# Merouane Athmani
 (décembre 2018).
Si vous disposez d'ouvrages ou d'articles de référence ou si vous connaissez des sites web de qualité traitant du thème abordé ici, merci de compléter l'article en donnant les références utiles à sa vérifiabilité et en les liant à la section « Notes et références ».
Merouane Athmani est un footballeur algérien né le 25 septembre 1974 à Alger. Il évoluait au poste d'attaquant.

## Biographie
Lors de la saison 2005-2006, il joue 28 matchs en première division algérienne, inscrivant trois buts.

## Palmarès
- Accession en Ligue de wilaya d'Alger en 1995 avec le Paradou AC.
- Accession en Ligue d'honneur en 1997 avec le Paradou AC.
- Accession en Inter région en 1998 avec le Paradou AC.
- Accession en DNA en 1999 avec le Paradou AC.
- Accession en Ligue 2 en 2003 avec le Paradou AC.
- Accession en Ligue 1 en 2005 avec le Paradou AC.